# Stelis stapedia
Stelis stapedia är en orkidéart som beskrevs av O.Duque. Stelis stapedia ingår i släktet Stelis och familjen orkidéer. Inga underarter finns listade i Catalogue of Life.